# Calomera lunulata
Calomera lunulata es una especie de escarabajo del género Calomera, familia Carabidae. Fue descrita científicamente por Fabricius en 1781.
Esta especie habita en España, Sicilia, Italia, Marruecos, Argelia, Túnez y Libia.
Es una de las especies del género Calomera de tamaño mediano, con una longitud de 13-16 mm, con élitros negros brillantes y un patrón blanco crema. El pronoto y las patas tienen un espeso pelo blanquecino.